# Хайнрих фон Туна
Хайнрих фон Туна (на немски: Heinrich von Tunna), познат и като Херман Барт, Брадатия Херман, е велик магистър на рицарите от Тевтонския орден от 1208 до смъртта си през 1209 г.